# 단춧구멍

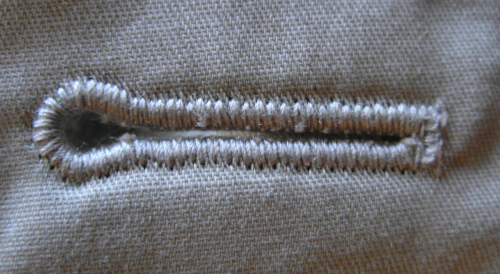

단춧구멍은 단추가 뚫고 지나가는 직물 구멍이다. 이 구멍을 통해 다른 직물과 단단히 고정시킬 수 있다. 단춧구멍의 가공되지 않은 모서리 부분은 바느질과 함께 완성하는 것이 일반적이다. 손으로 직접 하거나 재봉기기를 사용하여 처리할 수 있다. 개구리 단추와 같은 일부 형태의 단추는 단춧구멍이 아닌 옷감이나 밧줄 루프를 사용한다.

## 같이 보기
- 지퍼
- 허리띠
- 부토니에르